# Viejo Guinto
Viejo Guinto, oficialmente Old Guinlo,
es un barrio rural   del municipio filipino de primera categoría de Taytay perteneciente a la provincia  de Paragua en Mimaro,  Región IV-B.
En 2007 Old Guinlo contaba con 1.007 residentes.

## Geografía
El municipio de Taytay se encuentra situado en la isla de Paragua, al norte de la misma.
Su término limita al norte con el municipio de El Nido, barrios de Bebeladán, Bagong-Bayán y Otón, oficialmente Mabini; al  suroeste con el municipio de San Vicente, al sur con el de Roxas; y al sureste con el de Dumaran. En la parte insular se encuentra la bahía de Malampaya y varias isla adyacentes se encuentran tanto en la costa este, mar de Joló como en la  oeste, Mar del Oeste de Filipinas.
Situado al noroeste del municipio, al sur de la bahía de Malampaya que le separa del barrio de Pancol, su término linda al norte con dicho barrio; 
al sur con  el barrio de  Nuevo Guinto (New Guinlo); 
al este con el barrio de la  Población de Taytay; 
y al oeste con la mencionada bahía.

### Costa
Islas adyacentes son las de Naulauoón y de Bagtesan, ambas situadas en la bahía de Malanadaya.
La bahía de Guinlo queda delimitada por los cabos Balinalo, al norte, y Guinlo, al sur.

### Sitios
Forman parte de este barrio los sitios de Madiet, de Kenatin  y de Guinlo.

### Demografía
El barrio  del Viejo Guinto contaba  en mayo de 2010 con una población de 959 habitantes.

## Historia
Taytay formaba parte de la provincia española de  Calamianes, una de las 35 del archipiélago Filipino, en la parte llamada de Visayas. Pertenecía a la audiencia territorial  y Capitanía General de Filipinas, y en lo espiritual a la diócesis de Cebú.